# Miliket
Miliket là một thương hiệu mì ăn liền của Colusa – Miliket, ra mắt lần đầu trên thị trường từ những năm thập niên 1980.

## Lịch sử
Xí nghiệp Chế biến lương thực thực phẩm Colusa thành lập năm 1972 với tên gọi Công ty Sản xuất chế biến mì ăn liền Safoco – Sài Gòn thực phẩm và năm 1983 được đổi tên thành Công ty Cổ phần Lương thực Thực phẩm Colusa. Tiền thân của mì Miliket là mì Colusa, ra mắt lần đầu từ trước những năm 1975. Đến năm 1985, Tổng Công ty Lương thực miền Nam mở thêm Xí nghiệp lương thực thực phẩm Miliket dựa trên cơ sở sáp nhập giữa hai cửa hàng Lương thực Thủ Đức và Lương thực Quận 5. Thương hiệu mì ăn liền Miliket đã được ra mắt vào khoảng thời gian này. Tháng 4 năm 2004, Colusa và Miliket sáp nhập thành Công ty lương thực thực phẩm Colusa – Miliket.

## Tổng quan
Một gói mì Miliket thường bao gồm vắt mì và gói gia vị. Bao bì đặc trưng của mì là giấy bọc kraft (trắng, đen) và nilon với hình ảnh hai con tôm chụm đầu vào nhau hiển thị trên bao bì. Ngoài hai sản phẩm chính là mì gói hai tôm và mì ký bốn tôm (mì bán theo ký với bốn con tôm hiển thị trên bao bì), còn có thêm cả mì ly và mì tô với các hương vị khác nhau như tôm gà, chay, tôm chua cay, v.v..

## Ảnh hưởng
Kể từ khi ra mắt, mì Miliket đã nhanh chóng trở nên phổ biến với nhiều người do tập trung vào phân khúc bình dân giá rẻ. Tên gọi "mì tôm" cũng được cho là bắt nguồn và phổ biến từ sản phẩm mì hai tôm của thương hiệu. Trong những năm thập niên 80 và 90, với sự phổ biển của mì ăn liền, mì Miliket chiếm hơn 90% thị phần tiêu thụ. Tuy nhiên, từ sau thập niên 2000, sự cạnh tranh của mì Hảo Hảo cùng các thương hiệu khác đã khiến thị phần của Miliket giảm xuống chỉ còn dưới 5%.